# Premsa de lliura

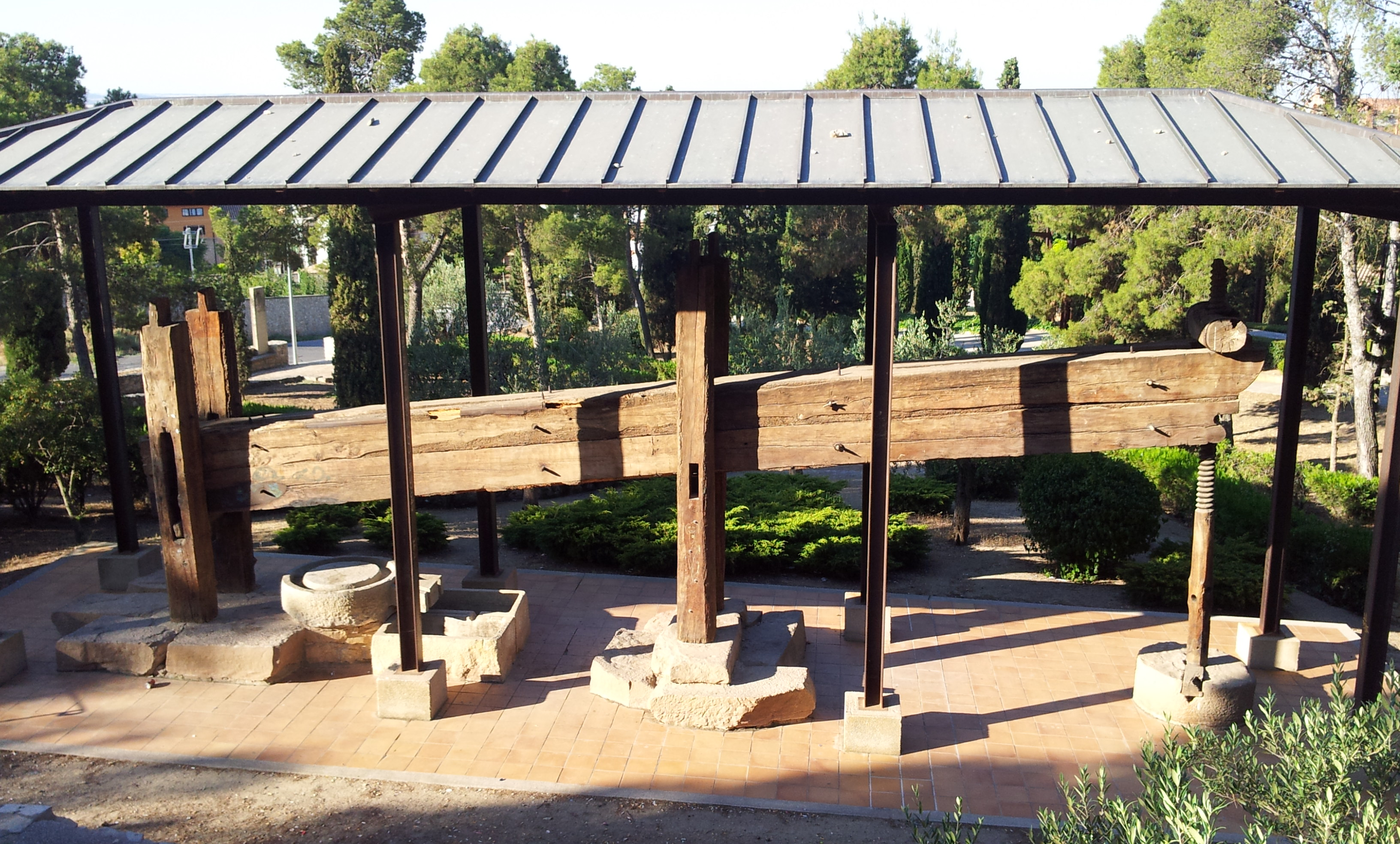
Premsa d'Oli de Conill.

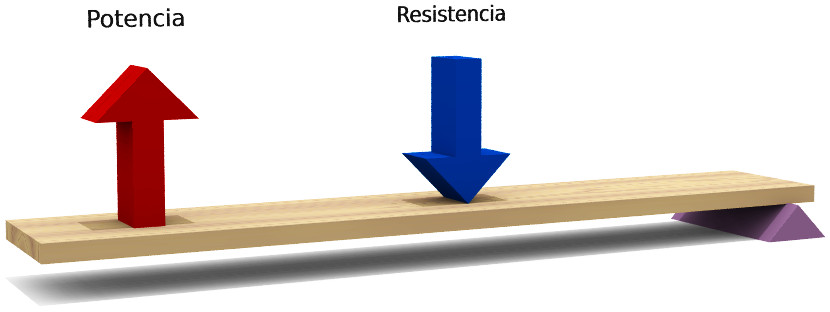
Palanca de segon tipus. En una premsa de lliura les forces van en sentit contrari.

En aplicacions agrícoles fins al segle xx, una premsa de lliura, premsa de biga o premsa llarga és una varietat de premsa accionada manualment.

## Història
Des de l'època romana existien premses molt semblants a les anomenades de lliura. S'empraven en el procés de premsar les olives triturades (sansa en català i “sampsa” en llatí) per a extreure’n l'oli. O per a premsar el raïm en el procés de vinificació. El seu ús perdurà fins a principis del segle xx, mantenint el disseny original amb poques variacions.

## Descripció
Una premsa de lliura funciona com una palanca de segon gènere. La palanca pròpiament dita és una biga de grans dimensions que es munta en posició horitzontal (o molt poc inclinada). Aquesta biga pot girar en un pla vertical, al voltant d'un eix horitzontal situat en un dels extrems. La força d'acció l'exerceix un contrapès situat a l'altre extrem. L'element que rep l'acció de premsat (i que provoca una força de reacció sobre la biga) se situa per sota de la biga, entre l'extrem articulat i l'extrem del contrapès.

### Cargol del contrapès

Funcionament d'una premsa de lliura.

El contrapès està unit a la biga mitjançant un cargol de grans dimensions. Fent girar el cargol, si el contrapès s'apropa a la biga, la gravetat i la massa del contrapès actuen. Quan el contrapès s'allunya de la biga i reposa a terra, la força d'acció cesa.
En moltes premses antigues el cargol era de fusta d'una sola peça. El fil de rosca es tallava a la part dura (duramen) del tronc d'un arbre adequat, de fusta densa i amb poca tendència a clivellar-se.

## Terminologia
Les diferents parts d'una premsa de lliura reben noms diferents en diverses contrades. A Olesa de Montserrat estan documentats els termes en l'obra de referència. En el Diccionari català-valencià-balear poden consultarse les veus: biga (biga de tafona), tafona, oli i premsa.
La part més gran i aparent és la biga. El contrapès és anomenat lliura, quintar o pedra. Els suports verticals de guia i articulació són els cavalls(o cavalls de fusta). La barra roscada o cargol pot dir-se espiga (a Mallorca) i caragol a Olesa (i la major part de contrades). Del suport de l'eix que forma l'articulació de la biga se'n diu cuixera a Mallorca.
El cargol es podia fer girar de diverses maneres. Una disposició típica s'assemblava a la d'un argue d'eix vertical: un bloc solidari del cargol podia encaixar algunes barres horitzontals, a manera de radis, que els operaris podien empènyer (girant al voltant del cargol i fent pujar o baixar el contrapès).